# Chŏngp’yŏng
Chŏngp’yŏng (kor. 정평군, Chŏngp’yŏng-kun) – powiat w Korei Północnej, w prowincji Hamgyŏng Południowy. W spisie z 2008 roku liczył 179 114 mieszkańców.
Powiat leży nad Morzem Japońskim. Gospodarka oparta jest na rolnictwie i górnictwie. Przez powiat przebiega linia kolejowa P’yŏngna.  Znajduje się tam port lotniczy Sondok.